# محمد طاهر الحسيني
محمد بن طاهر حسن ملحم الياسري الحسيني، عالم دين شيعي عراقي، من مواليد 1963 م. كاتب معروف ومدير عام مركز ابن إدريس الحلي للتنمية الفقهية والثقافية.

## دراسته
- درس العلوم الحوزوية الدينية في حوزة قم المقدسة.
- حائز على إجازة في الحقوق.

## نشاطاته
- باحث إسلامي وأستاذ محاضر في الحوزة العلمية.
- عضو هيئة أمناء مؤسسات المرجع محمد حسين فضل الله.
- مدير عام مركز ابن إدريس الحلي للتنمية الفقهية والثقافية.
- له عشرات المقالات والأبحاث والمحاضرات والندوات واللقاءات في شتى العلوم والمعارف الإسلامية والاجتماعية والثقافية، إضافة إلى العديد من الكتب المخطوطة.
- شارك في العديد من المؤتمرات والندوات الفكرية والفقهية والوحدوية في العراق والخارج.

## كتاباته
صدر له عدة مؤلفات:
- مقاتل الأمويين (دار البلاغ – بيروت 1990)
- معجم المصطلحات الأصولية (دار العارف – بيروت 1994)
- فقه الشركة (دار الملاك – بيروت 2002)
- فقه الإجارة (دار الملاك – بيروت 1998)
- ثبوت الهلال طبقاً لقول الفلكي (دار الملاك – بيروت 2000)
- هوامش نقدية (دار العارف – بيروت 1997)
- السيد محمد حسين مفسراً (دار الملاك – بيروت 2004)
- مطارحات في قضايا قرآنية (دار الملاك – بيروت 2000)
- النزعة النقدية عند السيد فضل الله (المركز الإسلامي الثقافي - بيروت 2014)
- صناعة الأدلة: الولاية التكوينية نموذجاً (دار الملاك – بيروت 2004)
- الاجتهاد والحياة (مركز الغدير – بيروت)
- المنهج الفقهي عند الشهيد الصدر (دار الهادي – بيروت)
- الإمام محمد باقر الصدر – دراسة في سيرته ومنهجه (دار الفرات – بيروت 1989)
- محمد باقر الصدر... فكر خلاق (دار المحجة البيضاء – بيروت 2005)

وشارك في كتابة عدد من الأبحاث والمقالات، نشرت في دوريات مهمة، من أهمها:
- الفكر الاقتصادي عند الشهيد الصدر – مجلة قضايا إسلامية – العدد 3 - 1996م.
- تاريخ الفرق والمذاهب، تأملات في المنهج السائد – مجلة المنهاج – العدد 1.
- الشيخ النجفي ومنهجه الفقهي من خلال كتاب (جواهر الكلام) – مجلة المنهاج – العدد 9.
- الحافظ ابن كثير مؤرخاً – مجلة المنهاج – العدد 4.
- الاتجاهات العامة المعاصرة في دراسة السيرة النبوية – مجلة المنهاج – العدد 6.
- الشيخ النائيني – فكر سياسي مبكر – مجلة المنهاج – العدد 15.
- هوامش نقدية – دراسة في كتاب (أصول مذهب الشيعة الإمامية الأثني عشرية) – مجلة المنهاج – العدد 2.
- السيد محمد باقر الصدر فقيهاً – نظرات في فقه السياسي والدستوري – مجلة الكلمة – العدد 48.
- المنهج الفقهي عند الشيخ شمس الدين – مجلة الكلمة.
- نظرات في مسألة القياس الفقهي – مجلة أهل البيت – العدد 26.
- الشهيد محمد الصدر ومنهجه الفقهي في ملامحه العامة – كتاب (الصدر الثاني – دراسات في فكره وجهاده)- مؤسسة دار الإسلام.
- نظرية الدفاع الشرعي عند السيد الخميني – مجلة الثقافة الإسلامية – العدد 26.
- التقدم من المنظور الإسلامي – مجلة الثقافة الإسلامية – العدد 42.
- المرأة في كتابات الإسلاميين – مجلة الثقاة الإسلامية – العدد 58.
- دولة من ورق – نقد كتاب (يثرب الجديدة) لمحمد جمال باروت – مجلة الثقافة الإسلامية – العدد 62.